# René Inostroza
José René Inostroza Valenzuela (Playa Linda, entre Villarrica y Pucón, 25 de noviembre de 1951) es un músico, periodista, político, folklorista y cantautor de música campesina chilena.

## Biografía
Hijo de Silvano Inostroza Espinoza y Rosa Ester Valenzuela Paredes.
Luego de trabajar en diversas radioemisoras regionales y como corresponsal para radio Cooperativa, a mediados de los años ochenta, ya radicado en Temuco comienza a realizar presentaciones hasta realizar su debut musical con su disco Savia Campesina de 1984 bajo el sello CBS, que logró disco de oro y disco de platino, la primera certificación de ventas discográficas en su tipo que se le entregaba a un folklorista en el país.
Algunos de sus temas más conocidos son: 
- Dame tu pelo niña
- El huacho José
- La divertidísima Pichingue, donde relata los preparativos del casamiento campesino entre un piojo y una pulga.
- La Guaracha Del Fai - Fai
- Al Cantor

En la elección parlamentaria del 2009, se presenta como candidato a diputado, por el distrito 51, como independiente, con el apoyo del PRSD, pero no es elegido.
En la actualidad se desempeña como locutor del programa radial "Al Compás del Folclore, de Ufroradio, en la ciudad de Temuco.

## Discografía
- 1985 - Savia Campesina.
- 1986 - Desde Playa Linda.
- 1987 - Raíces.
- 1988 - Hijo de la Tierra.
- 1990 - Entre Arado y Canto.
- 1991 - Canto A Mi Tierra.
- 1992 - Lo mejor de René Inostroza.
- 1993 - Siembra Canto.
- 1993 - Guitarra Campesina Vol. 1.
- 1994 - Atizando el Fuego.
- 1996 - De Norte a Sur.
- 1998 - Guitarra Campesina Vol. 2.
- 1999 - Lo Mejor de mi Guitarra Campesina.
- 2001 - Lo mejor de René Inostroza Vol.2
- 2007 - Desde La Tierra
- 2013 - Grandes Iconos del Folklore
- 2014 - Padres del Folkclore Vol. 4
- 2015 - Lo Mejor.

## Historial electoral

### Elecciones parlamentarias de 2009
- Elecciones Parlamentarias de 2009 a Diputados por el distrito 51 (Cholchol, Freire, Nueva Imperial, Pitrufquén, Saavedra y Teodoro Schmidt)[4]

| Candidato                      | Pacto                                            | Partido | Votos  | %     | Resultado |
| ------------------------------ | ------------------------------------------------ | ------- | ------ | ----- | --------- |
| Joaquín Tuma Zedan             | Concertación y Juntos Podemos por más Democracia | PPD     | 16.327 | 24,36 | Diputado  |
| José René Inostroza Valenzuela | Concertación y Juntos Podemos por más Democracia | ILA     | 12.077 | 18,02 |           |
| José Manuel Edwards Silva      | Coalición por el Cambio                          | RN      | 11.275 | 16,82 | Diputado  |
| Cristóbal Leturia Infante      | Coalición por el Cambio                          | UDI     | 14.484 | 12,06 |           |
| Eduardo Díaz Herrera           | Chile Limpio. Vote Feliz                         | PRI     | 6.354  | 9,42  |           |
| Domingo Ñancupil Baeza         | Nueva Mayoría para Chile                         | ILC     | 4.214  | 6,29  |           |
| Adolfo Millabur Ñancuil        | Nueva Mayoría para Chile                         | ILC     | 3.891  | 5,81  |           |
| Andrés Matta Cuminao           | Chile Limpio. Vote Feliz                         | PRI     | 2.114  | 3,15  |           |